# Communauté de communes du Pays de Rougemont
La communauté de communes du Pays de Rougemont (CCPR) est une ancienne communauté de communes française (COM-COM) située dans le département du Doubs et la région Bourgogne-Franche-Comté.

## Historique
Créée le 1er janvier 2001, remplaçant ainsi le Syndicat Intercommunal du Pays de Rougemont qui existait depuis 1990.
Au 1er janvier 2017, la COM-COM a fusionné avec celles des Isles du Doubs  et du pays de Clerval pour constituer la Communauté de communes des Deux Vallées Vertes.

## Composition
La communauté de communes du Pays de Rougemont regroupe 25 des 27 communes du canton de Rougemont, à savoir :
| Nom                   | Code Insee | Gentilé       | Superficie (km2) | Population (dernière pop. légale) | Densité (hab./km2) |
| --------------------- | ---------- | ------------- | ---------------- | --------------------------------- | ------------------ |
| Rougemont (siège)     | 25505      | Rubrimontains | 18,33            | 1 176 (2014)                      | 64                 |
| Abbenans              | 25003      | Abbenanais    | 11,17            | 352 (2014)                        | 32                 |
| Avilley               | 25038      |               | 5,62             | 173 (2014)                        | 31                 |
| Cubrial               | 25181      | Cubriaux      | 5,92             | 133 (2014)                        | 22                 |
| Cubry                 | 25182      |               | 5,40             | 83 (2014)                         | 15                 |
| Cuse-et-Adrisans      | 25184      |               | 5,42             | 283 (2014)                        | 52                 |
| Fontenelle-Montby     | 25247      | Fonteneliens  | 6,65             | 98 (2014)                         | 15                 |
| Gondenans-Montby      | 25276      |               | 11,78            | 175 (2014)                        | 15                 |
| Gondenans-les-Moulins | 25277      |               | 3,93             | 76 (2014)                         | 19                 |
| Gouhelans             | 25279      |               | 6,17             | 107 (2014)                        | 17                 |
| Huanne-Montmartin     | 25310      |               | 3,43             | 84 (2014)                         | 24                 |
| Mésandans             | 25377      |               | 5,66             | 221 (2014)                        | 39                 |
| Mondon                | 25384      | Mondoniens    | 4,50             | 88 (2014)                         | 20                 |
| Montagney-Servigney   | 25385      |               | 6,55             | 125 (2014)                        | 19                 |
| Montussaint           | 25408      |               | 3,04             | 62 (2014)                         | 20                 |
| Nans                  | 25419      | Nanais        | 3,20             | 101 (2014)                        | 32                 |
| Puessans              | 25472      |               | 3,59             | 33 (2014)                         | 9,2                |
| Rillans               | 25492      | Rillanais     | 3,42             | 90 (2014)                         | 26                 |
| Rognon                | 25498      |               | 4,09             | 50 (2014)                         | 12                 |
| Romain                | 25499      |               | 4,85             | 131 (2014)                        | 27                 |
| Tallans               | 25556      | Tallanais     | 4,05             | 54 (2014)                         | 13                 |
| Tournans              | 25567      |               | 9,14             | 135 (2014)                        | 15                 |
| Trouvans              | 25572      |               | 2,69             | 100 (2014)                        | 37                 |
| Uzelle                | 25574      | Uzellois      | 11,75            | 169 (2014)                        | 14                 |
| Viéthorey             | 25613      | Vitrés        | 7,92             | 97 (2014)                         | 12                 |

## Compétences
- Développement économique (par exemple réalisation et gestion de zones d’activités économiques, promotion du tourisme)
- Aménagement de l’espace
- Protection et mise en valeur de l’environnement (par exemple collecte, élimination et traitement des déchets)
- Politique du logement et du cadre de vie (entre autres réalisation d’opérations programmées d’amélioration de l’habitat (OPAH), organisation de transport à la demande)
- Construction, entretien et fonctionnement d’équipements culturels et sportifs